# Алфа-разпад
Вижте пояснителната страница за други значения на Алфа.
Алфа-разпад е вид радиоактивно излъчване от нестабилно атомно ядро, при което се отделят алфа-частици. Алфа-частиците представляват хелиево ядро или с други думи два протона и два неутрона. Наблюдава се обикновено при тежки ядра. При този процес масовото число се намалява с 4, а атомният номер с 2.
{\displaystyle {}^{2}{}_{92}^{38}{\hbox{U}}\;\to \;{}^{2}{}_{90}^{34}{\hbox{Th}}\;+\;{}_{2}^{4}{\hbox{He}}^{2+}}
или
{\displaystyle {}^{238}{\hbox{U}}\;\to \;^{234}{\hbox{Th}}\;+\;\alpha .}